# Акуличское сельское поселение
Аку́личское сельское поселение — муниципальное образование в южной части Клетнянского района Брянской области.
Административный центр — село Акуличи.
Образовано в результате проведения муниципальной реформы в 2005 году, путём слияния дореформенных Акуличского и Коршевского сельсоветов.

## Население
| 2010 | 2011  | 2012  | 2013  | 2014  | 2015  | 2016  | 2017 | 2018 |
| ---- | ----- | ----- | ----- | ----- | ----- | ----- | ---- | ---- |
| 1148 | ↘1142 | ↘1118 | ↘1099 | ↘1057 | ↘1033 | ↘1021 | ↘992 | ↘959 |
| 2019 | 2020  | 2021  |       |       |       |       |      |      |
| ↘918 | ↘909  | ↘816  |       |       |       |       |      |      |

## Населённые пункты
| № | Населённый пункт     | Тип     | Население |
| - | -------------------- | ------- | --------- |
| 1 | Августовский         | посёлок | ↗13       |
| 2 | Акуличи              | село    | ↘468      |
| 3 | Бульшево             | деревня | ↘248      |
| 4 | Гнилица              | деревня | ↘31       |
| 5 | Коршево              | деревня | ↘96       |
| 6 | Мощеное              | деревня | ↘18       |
| 7 | Смородинец           | деревня | →0        |
| 8 | Строительная Слобода | деревня | ↘225      |